# Finale du Grand Prix ISU 2002-2003
Navigation
Édition précédente Édition suivante
La finale du Grand Prix ISU est la dernière épreuve qui conclut chaque année le Grand Prix international de patinage artistique organisé par l'International Skating Union. Elle accueille des patineurs amateurs de niveau senior dans quatre catégories: simple messieurs, simple dames, couple artistique et danse sur glace.
Pour la saison 2002/2003, la finale est organisée du 28 février au 2 mars 2003 au palais de glace de Saint-Pétersbourg en Russie. Il s'agit de la 8e finale depuis la création du Grand Prix ISU en 1995.

## Qualifications
Seuls les patineurs qui atteignent l'âge de 14 ans au 1er juillet 2002 peuvent participer aux épreuves du Grand Prix ISU 2002/2003. Les épreuves de qualifications sont successivement :
- le Skate America du 23 au 27 octobre 2002 à Spokane
- le Skate Canada du 31 octobre au 3 novembre 2002 à Québec
- la Coupe d’Allemagne du 8 au 10 novembre 2002 à Gelsenkirchen
- le Trophée de France du 14 au 17 novembre 2002 à Paris
- la Coupe de Russie du 22 au 24 novembre 2002 à Moscou
- le Trophée NHK du 28 novembre au 1er décembre 2002 à Kyoto

Pour cette saison 2002/2003, les six meilleurs patineurs aux championnats du monde 2002 peuvent participer à trois grands-prix (mais seuls les points obtenus à deux grands-prix choisis préalablement comptent pour aller en finale). Les autres patinent pour un ou deux grands-prix. Les six patineurs qui ont obtenu le plus de points sont qualifiés pour la finale et les trois patineurs suivants sont remplaçants.
|             | Messieurs               | Dames                         | Couples                             | Danse sur glace                               |
| ----------- | ----------------------- | ----------------------------- | ----------------------------------- | --------------------------------------------- |
| 1           | Evgeni Plushenko        | Sasha Cohen                   | Tatiana Totmianina / Maksim Marinin | Irina Lobatcheva / Ilia Averboukh             |
| 2           | Aleksandr Abt           | Yoshie Onda (Forfait)         | Shen Xue / Zhao Hongbo              | Olena Hrushyna / Ruslan Honcharov             |
| 3           | Brian Joubert           | Viktoria Volchkova            | Julia Obertas / Alexei Sokolov      | Tatiana Navka / Roman Kostomarov              |
| 4           | Li Chengjiang           | Irina Sloutskaïa              | Anabelle Langlois/ Patrice Archetto | Albena Denkova / Maxim Staviski               |
| 5           | Takeshi Honda (Forfait) | Fumie Suguri                  | Maria Petrova / Aleksey Tikhonov    | Kati Winkler / Rene Lohse (Forfait)           |
| 6           | Ilia Klimkin            | Michelle Kwan (Forfait)       | Dorota Zagórska / Mariusz Siudek    | Marie-France Dubreuil / Patrice Lauzon        |
| Remplaçants |                         |                               |                                     |                                               |
| 1er         | Zhang Min (Remplaçant)  | Elena Liashenko (Remplaçante) | Pang Qing / Tong Jian               | Galit Chait / Sergei Sakhnovski (Remplaçants) |
| 2e          | Emanuel Sandhu          | Shizuka Arakawa (Remplaçante) | Zhang Dan / Zhang Hao               | Isabelle Delobel / Olivier Schoenfelder       |
| 3e          | Matthew Savoie          | Jennifer Robinson             | Sarah Abitbol / Stéphane Bernadis   | Tanith Belbin / Benjamin Agosto               |

## Format original de la finale
Pour la quatrième année consécutive, les patineurs artistiques de la finale du Grand Prix présentent un programme court et deux programmes libres, soit trois programmes au total. Pour la danse sur glace, les danseurs présentent une danse originale et deux danses libres, soit trois programmes également.
Pour cette saison 2002/2003, le programme court vaut 0.4 point par place, le premier programme libre vaut 0.6 point par place et le second programme libre vaut 1 point par place. Pour la danse sur glace, la danse originale vaut 0.4 point par place, la première danse libre vaut 0.6 point par place et la seconde danse libre vaut 1 point par place.
C'est le président de l’ISU, Ottavio Cinquanta, qui souhaitait qu'il y ait deux programmes libres pour permettre d’attirer plus de téléspectateurs, car il envisageait que les patineurs allaient exécuter deux nouveaux programmes libres. Au lieu de cela, la plupart des patineurs ont repris un ancien programme pour exécuter un des deux programmes libres. En raison de l'échec de ce plan, le deuxième programme libre est retiré de la finale du Grand Prix après seulement quatre années d'essais, dès la saison suivante.

## Résultats

### Messieurs
| Rang | Nom              | Pays   | Points | Prog. court | Prog. libre 1 | Prog. libre 2 |
| ---- | ---------------- | ------ | ------ | ----------- | ------------- | ------------- |
| 1    | Evgeni Plushenko | Russie | 2.0    | 1           | 1             | 1             |
| 2    | Ilia Klimkin     | Russie | 4.0    | 2           | 2             | 2             |
| 3    | Brian Joubert    | France | 7.0    | 4           | 4             | 3             |
| 4    | Aleksandr Abt    | Russie | 8.0    | 3           | 3             | 5             |
| 5    | Li Chengjiang    | Chine  | 9.4    | 6           | 5             | 4             |
| 6    | Zhang Min        | Chine  | 11.6   | 5           | 6             | 6             |

### Dames
| Rang | Nom                | Pays       | Points | Prog. court | Prog. libre 1 | Prog. libre 2 |
| ---- | ------------------ | ---------- | ------ | ----------- | ------------- | ------------- |
| 1    | Sasha Cohen        | États-Unis | 2.6    | 1           | 2             | 1             |
| 2    | Irina Sloutskaïa   | Russie     | 3.4    | 2           | 1             | 2             |
| 3    | Viktoria Volchkova | Russie     | 7.0    | 3           | 3             | 4             |
| 4    | Shizuka Arakawa    | Japon      | 7.8    | 6           | 4             | 3             |
| 5    | Elena Liashenko    | Ukraine    | 9.6    | 4           | 5             | 5             |
| 6    | Fumie Suguri       | Japon      | 11.6   | 5           | 6             | 6             |

### Couples
| Rang | Nom                                  | Pays    | Points | Prog. court | Prog. libre 1 | Prog. libre 2 |
| ---- | ------------------------------------ | ------- | ------ | ----------- | ------------- | ------------- |
| 1    | Tatiana Totmianina / Maksim Marinin  | Russie  | 2.0    | 1           | 1             | 1             |
| 2    | Shen Xue / Zhao Hongbo               | Chine   | 4.0    | 2           | 2             | 2             |
| 3    | Maria Petrova / Aleksey Tikhonov     | Russie  | 6.0    | 3           | 3             | 3             |
| 4    | Julia Obertas / Alexei Sokolov       | Russie  | 8.0    | 4           | 4             | 4             |
| 5    | Dorota Zagórska / Mariusz Siudek     | Pologne | 10.0   | 5           | 5             | 5             |
| 6    | Anabelle Langlois / Patrice Archetto | Canada  | 12.0   | 6           | 6             | 6             |

### Danse sur glace
| Rang | Nom                                    | Pays     | Points | Danse originale | Danse libre 1 | Danse libre 2 |
| ---- | -------------------------------------- | -------- | ------ | --------------- | ------------- | ------------- |
| 1    | Irina Lobatcheva / Ilia Averboukh      | Russie   | 2.0    | 1               | 1             | 1             |
| 2    | Tatiana Navka / Roman Kostomarov       | Russie   | 4.0    | 2               | 2             | 2             |
| 3    | Albena Denkova / Maxim Staviski        | Bulgarie | 6.0    | 3               | 3             | 3             |
| 4    | Olena Hrushyna / Ruslan Honcharov      | Ukraine  | 8.0    | 4               | 4             | 4             |
| 5    | Galit Chait / Sergei Sakhnovski        | Israël   | 10.0   | 5               | 5             | 5             |
| 6    | Marie-France Dubreuil / Patrice Lauzon | Canada   | 12.0   | 6               | 6             | 6             |

## Sources
- (en) « ISU Grand Prix Final St. Petersburg », sur Wayback Machine
- (en) « 2002-03 Grand Prix Final », sur Fandom
- Patinage Magazine N°87 (Mars-Avril 2003)